# Elisabethiella baijnathi
Elisabethiella baijnathi är en stekelart som beskrevs av Wiebes 1989. Elisabethiella baijnathi ingår i släktet Elisabethiella och familjen fikonsteklar. Inga underarter finns listade i Catalogue of Life.